# Suzette Delaloge
Pour les articles homonymes, voir Loge.
Suzette Delaloge, née le 6 juillet 1967 à Auxerre, est une médecin oncologue française.

## Biographie

### Formation
Suzette Delaloge suit une formation en France et au Canada.

### Dépistage du cancer du sein
Suzette Delaloge met en place le premier dispositif de dépistage rapide dans le cancer du sein en 2004. Elle s'exprime sur le manque de tests génomiques en France dans le dépistage de ce cancer. En 2016, dans une tribune du journal Le Monde, elle revient sur le dépistage où elle explique que ce « sujet de santé publique est devenu un sujet politique ».
Elle est coordinatrice du programme MyPebs, projet international financé par l’Union européenne pour évaluer les bénéfices du dépistage personnalisé du cancer du sein chez 85 000 femmes de 40 à 70 ans. C'est la première étude à recruter autant de patientes dans ce domaine et qui pourrait changer significativement la façon dont ce dépistage est conduit.

### Carrière médicale
De 2004 à 2021, Suzette Delaloge est cheffe du service de pathologie mammaire de l’Institut Gustave-Roussy (IGR),. En 2022, elle est directrice du programme de prévention personnalisée des cancers pour ce même établissement,.
En 2015, elle cosigne, avec d'autres personnalités du monde médical français telles que David Khayat, une lettre pour le droit à l'oubli des patients guéris parue dans le journal Libération.
En 2016, elle change ses prescriptions de docétaxel au profit du paclitaxel en traitement adjuvant du cancer du sein, dans l’intérêt de ses patientes et sans attendre les recommandations officielles, qui arrivent tardivement. Selon elle, un métabolite ou une impureté pourrait être à l'origine d'une série de décès dont le premier était une patiente de l'IGR.
Elle intervient régulièrement dans Le Monde ou le Figaro pour fournir un point de vue d'expert. Elle s'exprime ainsi sur les risques des produits de lissage capillaire qui augmentent le risque du cancer de l'utérus ou sur l'obtention d'un deuxième avis médical après diagnostic.

### Recherche médicale
Suzette Delaloge a publié plus de 220 peer-reviewed publications et présenté plus de 700 fois dans des conférences internationales,. (Google Scholar H-Index: 57).
Elle est éditrice sur le cancer du sein pour le European Journal of Cancer et fait partie du comité directeur de l'European Society of Medical Oncology,.

## Hommage
Suzette Delaloge est décorée chevalière de la légion d'honneur en 2018 pour son travail dans le dépistage du cancer du sein.
En janvier 2024, elle remporte le Grand Prix de la Recherche Ruban Rose pour son travail d'identification des signaux précoces du cancer du sein sur des prélèvements l’ADN salivaire,.